# Villa Ahmet-Kapandji
La villa Ahmet-Kapandji (en grec moderne : Βίλα Αχμέτ Καπαντζή) est une villa historique construite au tournant du XXe siècle à Thessalonique, en Grèce. Elle est située au 105 avenue de la Reine Olga (el), dans l'ancien quartier des Campagnes, et appartient actuellement à l'homme d'affaires gréco-russe Iván Savvídis (en).

## Histoire

### L'une des résidences familiales des Kapandji
À la fin du XIXe siècle, la grande famille Kapandji a fait fortune dans la banque, et l'industrie du textile,. Membres de la communauté Dönme, des Juifs convertis à l'Islam au XVIIe siècle, les frères Kapandji sont parmi les fers de lance de l'activité économique, sociale et politique de Thessalonique et les musulmans les plus riches de la ville en 1906. L'aîné, Mehmet (1839-1924), a notamment exercé les fonctions de président de la Chambre de commerce de Thessalonique (el), tandis que le cadet, Ahmet, fut maire de la ville (en) de 1907 à 1908,. 
Au début du XXe siècle,, Ahmet Kapandji commandite une villa dans le quartier prisé d'Hamidiye, alors en pleine expansion, situé hors les murs au sud-est du centre-ville. L'édifice est signé par l'architecte italien Pietro Arrigoni (en), qui a réalisé quelques années auparavant une imposante villa 300 mètres plus au sud de l'avenue pour le compte de Mehmet,. Yusuf, troisième et dernier garçon de la fratrie de huit enfants, acquiert des parts dans la nouvelle propriété,.
À la mort d'Ahmet, la propriété revient à son fils Mehmed, commerçant dans le textile et vice-président de l'Association des propriétaires de Thessalonique en 1915.

### Le partage de la propriété et la mixité des usages
En 1926, dans le cadre des échanges de biens entre la Grèce et la Turquie, l'État grec acquiert 65 % de la propriété, tandis que les 35 % restants demeurent entre les mains de Mehmed jusqu'à son décès en 1934. La nationalité serbe de Mehmed permet en effet à ce dernier de ne pas voir ses parts expropriées, stratagème qui ne manque pas de susciter l'indignation dans la presse grecque de l'époque. Entre 1924 et 1934, alors que le premier étage est habité par la famille de Mehmed Kapandji, le deuxième étage abrite un temps le consulat espagnol (1924–1927), tandis que des familles de réfugiés chrétiens d'Anatolie occupent le niveau supérieur,. 

### Du rachat par l'État grec à la résidence privée
En 1938, l'ensemble de la villa devient propriété de l'État grec, qui la met à disposition de la Croix-Rouge l'année suivante afin d'y installer une école d'infirmières. Durant l'occupation allemande de la Grèce, le bâtiment est utilisé par la Gestapo,. À l'issue de la guerre, le bâtiment est à nouveau utilisé par la Croix-Rouge, qui y installe son siège local de 1947 à 1954, avant de se porter acquéreur de l'édifice en 1967. Des services de l'OTAN sont hébergés dans la villa pendant près de vingt ans, de 1954 à 1973,. Au cours des cinq années suivantes, le premier étage sert d'entrepôt de la Croix-Rouge, alors que prend place dans les étages une maison de retraite.
La demeure est classée monument historique en 1977. L'année suivante, à la suite d'un tremblement de terre (en), le bâtiment endommagé par les secousses est abandonné et occupé par des anarchistes. Entre 1982 et 1985, la bâtisse est partiellement réhabilitée, mais il faut attendre la désignation de Thessalonique comme capitale européenne de la culture en 1997 pour une restauration d'envergure, qui voit les services d'organisation de ce grand événement culturel investir l'édifice. Jusqu'en 2013, la villa abrite l'Organisation pour la réglementation et la protection de l'environnement à Thessalonique, avant d'être vendue à Iván Savvídis (en) l'année suivante.

## Architecture

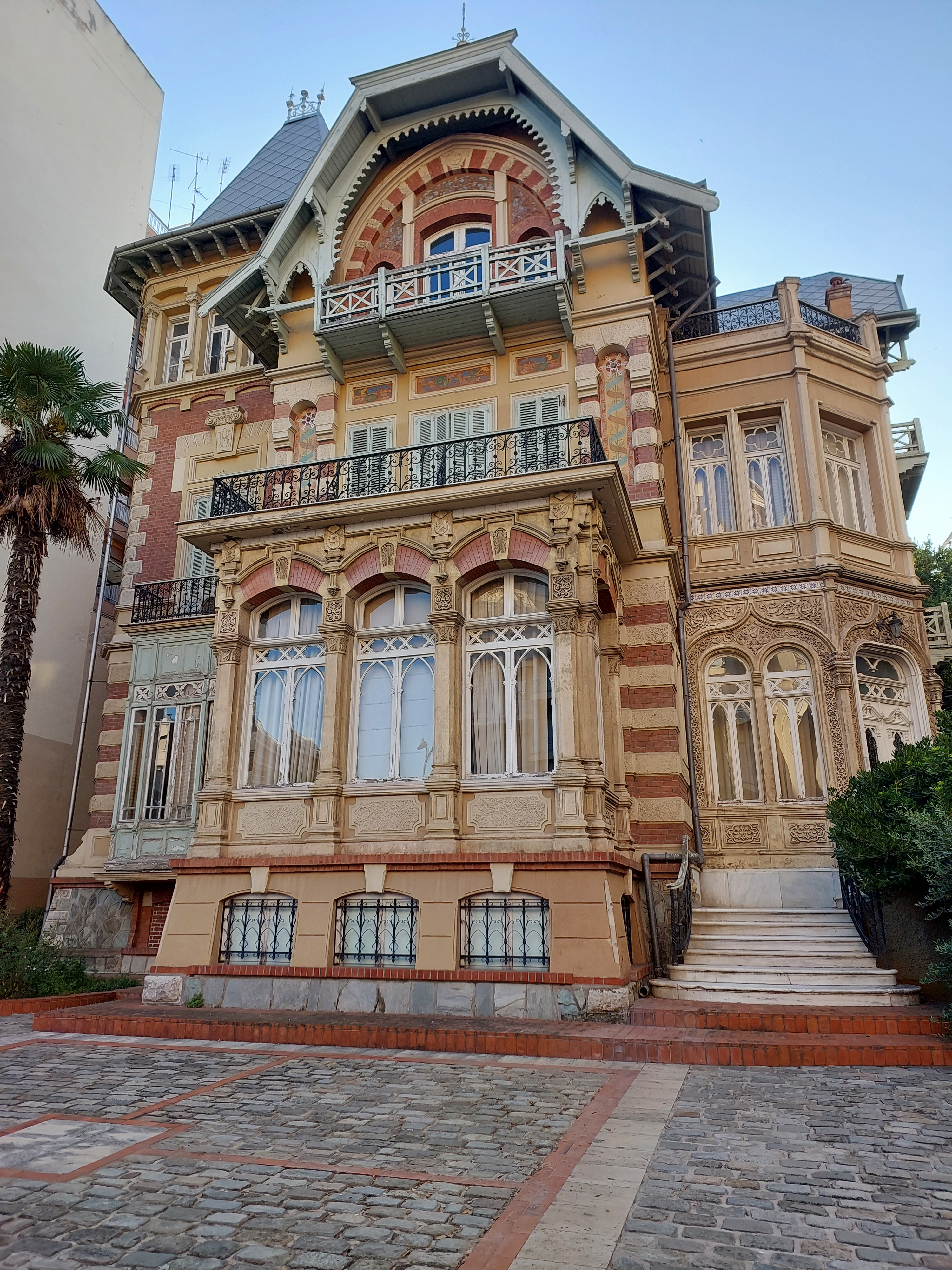
Façade ouest de la villa Ahmet-Kapandji.

La villa Ahmet-Kapandji est un exemple du style baroque ottoman et de la tendance éclectique en vogue à Thessalonique à la fin du XIXe siècle, comme en témoignent d'autres réalisations environnantes de Pietro Arrigoni, parmi lesquelles la villa Bianca et la villa Modiano (en). Le monument combine des éléments de l'architecture viennoise de l'époque, mais également Art nouveau, néo-gothiques et néo-arabes, avec ses arches mauresques, ses carreaux vernissés espagnols et ses chapiteaux corinthiens. Le traitement du bois dans les parties sommitales et les balcons renvoie aussi à l'architecture des chalets. Le monogramme « AK » (Ahmet Kapandji) est visible sur la façade principale de l'édifice.
La bâtisse est composée d'un sous-sol, d'un premier étage de réception et d'un deuxième étage destiné à la vie familiale, surmontés d'un grenier. L'intérieur est caractérisé par un riche décor floral et bucolique de fresques et de boiseries.